# Uttmanns Vorwerk
Uttmanns Vorwerk, auch Uttmannsches Vorwerk, war ein Teil der im westlichsten Zipfel des sächsischen Erzgebirges gelegenen Gemeinde Schönheide (Erzgebirgskreis).

## Geografische Lage
Uttmanns Vorwerk lag auf der nach Nordosten abfallenden Schulter des 725,5 m ü. NHN hohen Berges Knock zwischen dem Tal des Schönheider Dorfbaches und dem des Filzbaches auf der einen Seite sowie dem der Zwickauer Mulde auf der anderen Seite. Nach der Naturraumkarte von Sachsen liegen die Flächen des früheren Vorwerks in der Mesogeochore „Schönheider Hochflächen“ und gehören zur Mikrogeochore „Schönheider Kuppengebiet“.

## Name
Johann Georg Krünitz beschreibt in seiner im späten 18. Jahrhundert erschienenen Enzyklopädie über Vorwerke:
Große Landgüter, welche sehr ausgedehnte Landflächen enthalten, wohl auch solche, welche von den übrigen isolirt liegen, können nicht von einem Wirthschaftshofe bewirthschaftet werden, wenn nicht durch ein langweiliges Hin- und Herziehen viele Arbeitskräfte unnütz versplittert werden sollen, auch ist die Communication nicht selten so erschwert, daß nicht einmal Schafe auf die Weide dorthin getrieben werden können, wenn nicht die Felder leer sind. In diesem Falle legt man an den geeignetsten Stellen besondere Wirthschaftshöfe an, von denen die Bewirthschaftung eines bestimmten Theiles der Landesfläche erfolgt, und nennt dergleichen Wirthschaftshöfe Vorwerke.
Von welchem größeren Gut Uttmanns Vorwerk eine entfernter liegende Abteilung war, ist nicht ersichtlich.
Das Vorwerk wurde nach einem der Eigentümer, Heinrich Uttmann, auch Uthmann oder Utmann geschrieben, benannt. Er war zwar nur von 1576 bis 1584 Eigentümer, gleichwohl wurde das Vorwerk jahrhundertelang, so noch im Jahr 1792 in den sächsischen Meilenblättern, und sogar bis ins 20. Jahrhundert hinein als „Uttmanns Vorwerk“ bezeichnet. Albert Schiffner erwähnt im 1833 erschienenen 18. Band des Schumannschen Staatslexikons von Sachsen, das Vorwerk heiße auch Streitwald. Derselbe Autor nennt es im Jahr 1839 „Vorwerk Streitwald oder Uttmannsches Vorwerk“. In seinem ungefähr 1848 erschienenen Werk „Führer im Muldenthale“ schreibt Schiffner, an die südöstliche Häusergruppe Schönheides, den „Schedlichsberg“, schließe sich das Uttmannische Vorwerk oder Streitwald an. Im Oberreitschen Topographischen Atlas des Königreichs Sachsen des Jahres 1843 ist das Vorwerk bezeichnet, allerdings nur mit der Abkürzung „Vwg“.

## Geschichte

### Entstehung

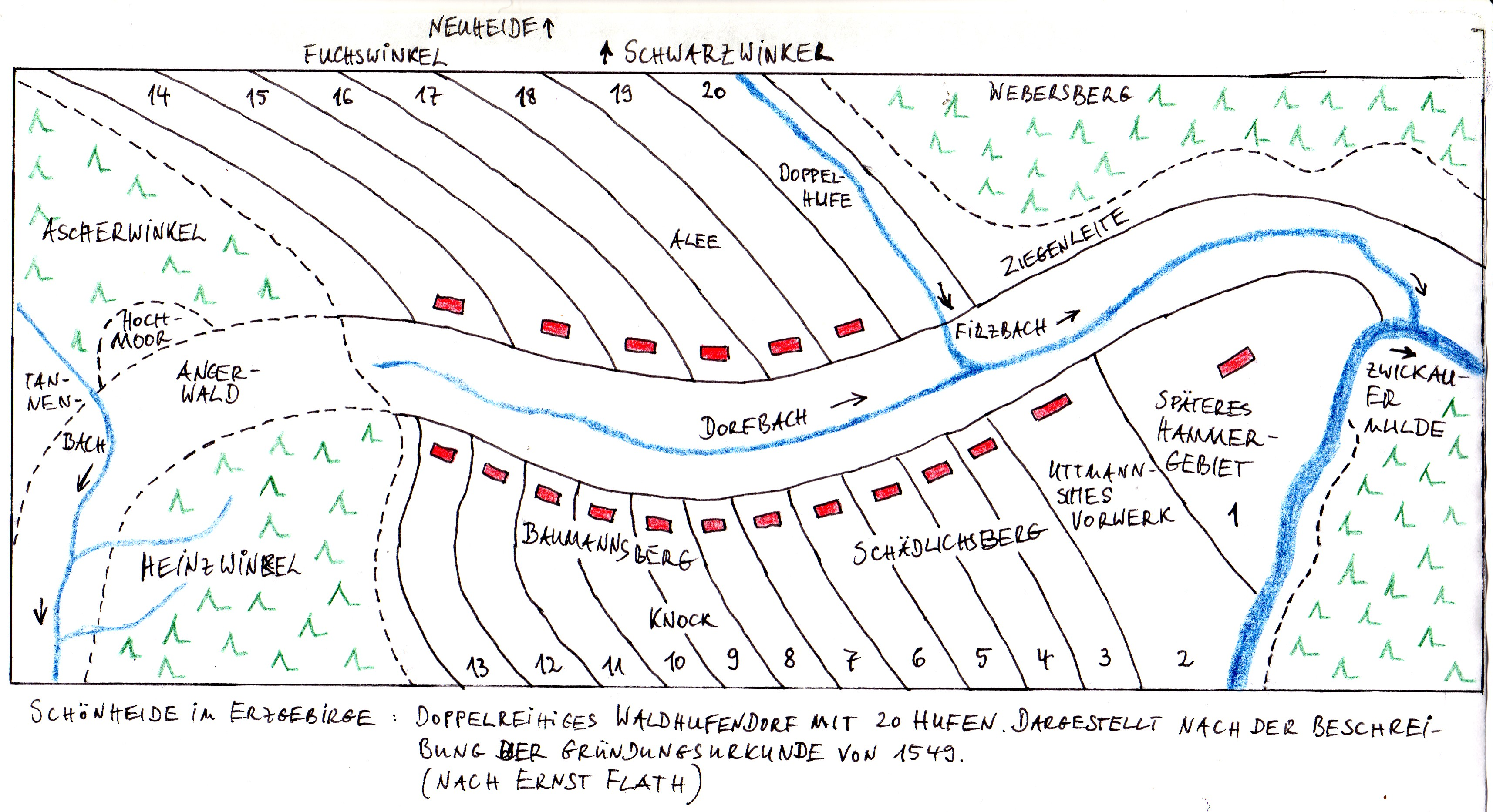
Die Lage des Vorwerks in der Hufe-Struktur

Das Vorwerk ist in der Zeit zwischen dem Beginn der Besiedlung Schönheides und dem Verkauf Schönheides an Kurfürst August entstanden. Ernst Flath geht von der Bildung um 1560 aus zwei Bauerngütern aus, die zwischen 1542 und 1570 durch Rodung von Wald entstanden waren. Der Siedlungsbeginn wird auf die Zeit um 1537 datiert. In der Gründungsurkunde für Schönheide, dem sogenannten Befreiungsbrief vom 20. März 1549 des Balthasar Friedrich Edler von der Planitz, wird die Lage der Doppel-Hufen als einerseits vom Dorfbach nach Norden bis zum Filzbach und andererseits nach Süden bis zur Zwickauer Mulde reichend beschrieben. Die zwanzig Hufen der Gründungsphase reichten vom östlichen Dorfrand bis etwa zum Quellbereich des Dorfbachs. Hermann Löscher schreibt, das Vorwerk sei zwischen Siedlungsbeginn und 1563 entstanden. Das Vorwerk wird in der Gründungsurkunde nicht erwähnt.
Am 24. Dezember 1563 verkauften die Erben des Balthasar Friedrich Edler von der Planitz ein großes Gebiet im westlichen Erzgebirge, darunter auch Schönheide, an Kurfürst August. Das Vorwerk wird in diesem Vertrag ebenfalls mit verkauft und so beschrieben:
Das neu angerichte Forwergk mit dem Hauße dor Innen und allen andern gebeuden in solchem Dorff mit Scheunen, Stellen unnd allem was dem Forwergk sonsten anhengig und den wassergraben darumb, mit allen gebeuden, sambt allen Feldern und darzu gehörigen Wiesenwachs, Darzu ongeferlich noch Dreißigk Scheffel Felds gehörigk, mit der Vihe Zucht und allen anderen nutzungen der keinerlei ausgeschloßen, Und sollen unsere mündlein, Vettern und Sehne das Rindt Vihe unnd alle heurige Fütterung Ihn solchem Forwerge laßen, und das Rindtvihe, wie es durch unverdechtige geachtet, in der abtretung nach wirden bezahlt nehmen, Die Heufütterung aber, so noch in den Welden oder Scheunen vorhanden, und zuvorn Zu diesem Forwerge nicht gebraucht wordenn, sol in das gut Goltzsch volgen.
Die zur Besichtigung und Berichterstattung über die im Kaufvertragsentwurf aufgeführten Flächen, Gemeinden und sonstigen Vertragsgegenstände entsandten Amtmann Hans Todt, Verwalter des Amtes Schwarzenberg, und Enderlein Meißner, Oberförster in diesem Amt, qualifizieren in ihrem Bericht vom Juni 1563 bei der Beschreibung Schönheides das Vorwerk als „ein geringe Fohrwerg“, ohne weitere Angaben zu machen. Die zum Vorwerk gehörenden Flächen reichten im Tal der Zwickauer Mulde immerhin bis zur über sechs Kilometer entfernten Mündung der Wilzsch in die Mulde.

### Kauf und Verkauf durch Heinrich Uttmann
Nach dem gescheiterten Verkauf des Vorwerks an den Lizentiaten Sebastian Jering (Gering) in Annaberg erwarb Heinrich Uttmann am 14. Dezember 1576 das Vorwerk vom Kurfürsten August. Als Kaufpreis wurde eine Summe von 1400 Gulden vereinbart. Das Vorwerk wird im Kaufvertrag so beschrieben:
mit allen gebeuden, Garten, Ackerbau, Feldern, wiesen, Teichen, Bächen, gehölzen, dem Röhrwasser, Wassergraben, der Fischerey auf der Mulda […].
Außerdem wurde in dem Vertrag festgelegt, dass auch die niedere Gerichtsbarkeit, im Vertragstext „Erbgericht“ genannt, „soweit sich solches forbergks güther erstrecken, über sein und ihr eigen gesind gehorsam bey ihnen zu erhalten gebrauchen“. Wie den Einwohnern Schönheides im sog. Befreiungsbrief von 1549 zugestanden, wurde dem Vorwerkskäufer Bier zu „brauen, schenken [Ausschank] und backen“ erlaubt. Außerdem musste er dem Kurfürsten oder seinen „Befehlichhabere“, wenn sie zur Jagd oder aus anderem Anlass in Schönheide waren, freie Wohnung im Vorwerkshaus gewähren.
Schon nach weniger als acht Jahren, am 4. Apriljul. / 14. April 1584greg. verkaufte Heinrich Uttmann das Vorwerk wieder. Neuer Besitzer wurde Melchior Siegel, ein Zehntner in Eibenstock, der schon ein Jahr später auch das Hammerwerk Schönheiderhammer kaufte und damit die bis zum Beginn des 18. Jahrhunderts reichende Ära des Besitzes dieses Hammerwerkes in der Familie Siegel begründete.

### Schönheiderhammer und Uttmanns Vorwerk
Seit dem Verkauf des Vorwerks durch Heinrich Uttmann an Melchior Siegel im Jahr 1584 und dem 1585 erfolgten Kauf des Hammerwerkes durch den letztgenannten scheinen Vorwerk und Hammerwerk in einer Hand geblieben zu sein. Flath schreibt in seiner um 1909 erschienenen Geschichte Schönheides, nachdem Melchior Siegel 1591 die noch im Eigentum der von der Planitz gewesene Mühle an der Zwickauer Mulde übernommen hatte, sei der „Hammer- und Vorwerksbesitzer“ Inhaber aller „zu Gemeinde und Gutsbezirk Schönheiderhammer gehörigen Grundstücke“ geworden. Über eine etwaige später erneut erfolgte Trennung des Besitzes von Vor- und Hammerwerk berichtet Flath nicht. Der Besitzer des Hammerwerks in Schönheiderhammer, Carl Gottlob Rauh, reichte um 1798 bei der kurfürstlichen Verwaltung ein Gesuch ein, das Gerichte und Schriftsässigkeit zum Thema hatte. Dabei wurde diese Formulierung verwendet: „für sein Hammerwerk Schönheide und das damit kombinierte, sonst sogenannte Uttmannische Vorwerk angebrachte Gesuch“. Albert Schiffner erwähnt in seinem 1840 herausgebrachten Werk Beschreibung von Sachsen, zu Schönheiderhammer gehöre ein Vorwerk. „Sachsens Kirchen-Galerie“ von 1844 beschreibt das Vorwerk als zum Hammerwerk „dazu gehörig“. Nach dem 1900 vom Schönheider Pfarrer Friedrich Vollmar Hartenstein verfassten Beitrag in der „Neuen Sächsischen Kirchengalerie“ hat sich Schönheiderhammer
von dem Vorwerk ‚Schönheyde‘ (dem Uttmannschen Vorwerk) und dem Hammerwerk ‚Schönheyde‘ aus entwickelt. Darum ist die Geschichte dieses Ortes im wesentlichen die des exempten Gutes und Eisenhüttenwerkes.
Seit 1876 hießen „der Ort, das [...] Gut und Eisenwerk Schönheiderhammer“. In der Charakterisierung des damals aktuellen Zustands von Schönheiderhammer ist von „Dorf und Gutsbezirk“ die Rede.
Uttmanns Vorwerk wird in Christian Gottlob Wabsts „Historische Nachricht von des Churfürstenthums Sachsen ... Jetziger Verfassung“ aus dem Jahr 1732 bei der Übersicht über die Vorwerke im Amt Schwarzenberg nicht erwähnt. Albert Schiffner berichtet in Band 18 des Schumannschen Lexikons über den Ortsteil Schädlichsberg, er sei „zusammengebaut mit dem kleinen Hammervorwerk“. Die Angabe im selben Werk, Kurfürst August „zerschlug das hies.[ige] Vorwerk unter die Bauern“, ist ersichtlich unzutreffend. 1838 berichtet das „Kirchlich-statistische Handbuch für das Königreich Sachsen“, die Nebenschule Hammerwerk Schönheide umfasse auch die Kinder von „Uttmannsvorwerk“. In der Ausgabe von 1845 dieses Handbuchs heißt es, „Schönheider Hammer nebst Uttmannischem Vorwerk“ seien nach Schönheide „eingepfarrt“. Auch das Ortsverzeichnis für Sachsen von 1857 nennt „Schönheidaer Hammer [sic!] mit Uttmannschen Vorwerk“ in Kombination. Das Ortsverzeichnis von 1862 nennt Uttmanns Vorwerk einen „Ortstheil“, der zur politischen Gemeinde Schönheiderhammer gehöre. Dasselbe gilt auch für das 1868 erschienene „Orts-Lexicon von Deutschland“.
Das Vorwerk wird in der Verordnung von 1849 zur Bildung der 75 sächsischen Landtags-Wahlbezirke als „Schönheider Hammer mit Uttmannschem Vorwerk“ ausdrücklich erwähnt und dem 48. Wahlbezirk Eibenstock zugeordnet. Dies gilt auch für die Verordnung von 1879 über die örtliche Zuständigkeit des Amtsgerichts Eibenstock, dort heißt es „Schönheider Hammer mit Uttmann’s Vorwerk“.
Die amtliche Statistik für 1875 zählt das Uttmannsche Vorwerk als zur politischen Gemeinde Schönheider Hammer gehörend.

### Streit über Flächen an der Wilzsch
Flächen an der Mündung der Wilzsch in die Zwickauer Mulde waren Teil des „Forberg mit seiner Zugehörung“. Die Stadt Schneeberg, die seit 1539 des Recht hatte, auf der Zwickauer Mulde bis Aue Holz zu flößen, hatte um 1641 auf diesen Flächen Bäume geschlagen und abtransportiert. Jeremias Siegel bat 1641 den Kurfürsten, ihn hiergegen zu schützen. Über diese Bitte wurde sehr lange nicht entschieden. Die Verwaltung des Kurfürsten machte geltend, das erbliche Besitz- und Nutzungsrecht an den Flächen umfasse nicht auch die Nutzung der darauf wachsenden Bäume. Der Kurfürst entschied 1655, entweder müsse für die Holznutzung regelmäßig Waldzins gezahlt werden oder die strittigen Flächen seien den kurfürstlichen Wäldern wieder zuzuschlagen. Dies akzeptierte der nunmehrige Besitzer des Vorwerks, Heinrich Siegel, Erbe des 1646 verstorbenen Jeremias Siegel, nicht. Die Stadt Schneeberg hatte den Streit erneuert. Sowohl 1659 als auch 1665 wandte sich Heinrich Siegel an den Kurfürsten. Susanne Siegel, die Witwe von Heinrich Siegel, die diese Flächen „mit Gras-Vermiethen, Abtreiben, des Holtzes-Verflössung und dergleichen actibus“ nutzte, holte sich Rat von der Juristenfakultät der Universität Wittenberg. In einer Stellungnahme von 1646 beurteilte diese die Rechtslage so, dass reichsrechtlich die auf dem Gelände wachsenden Bäume dem erblichen Besitzer gehörten und eine gegenteilige landesrechtliche Regelung nicht bestehe. Die Fakultät schrieb der Witwe:
So erscheinet dannenhero soviel, daß der Zuwachs des zum Vorwerck gehörigen Gehöltzes, an der Mulde, gegen den Einfall der Multzsch [so! gemeint ist die Wilzsch], ihr nebst euren Kindern, als Besitzere des Vorwercks, Schönheyde, Euch anzumaßen befugt. 

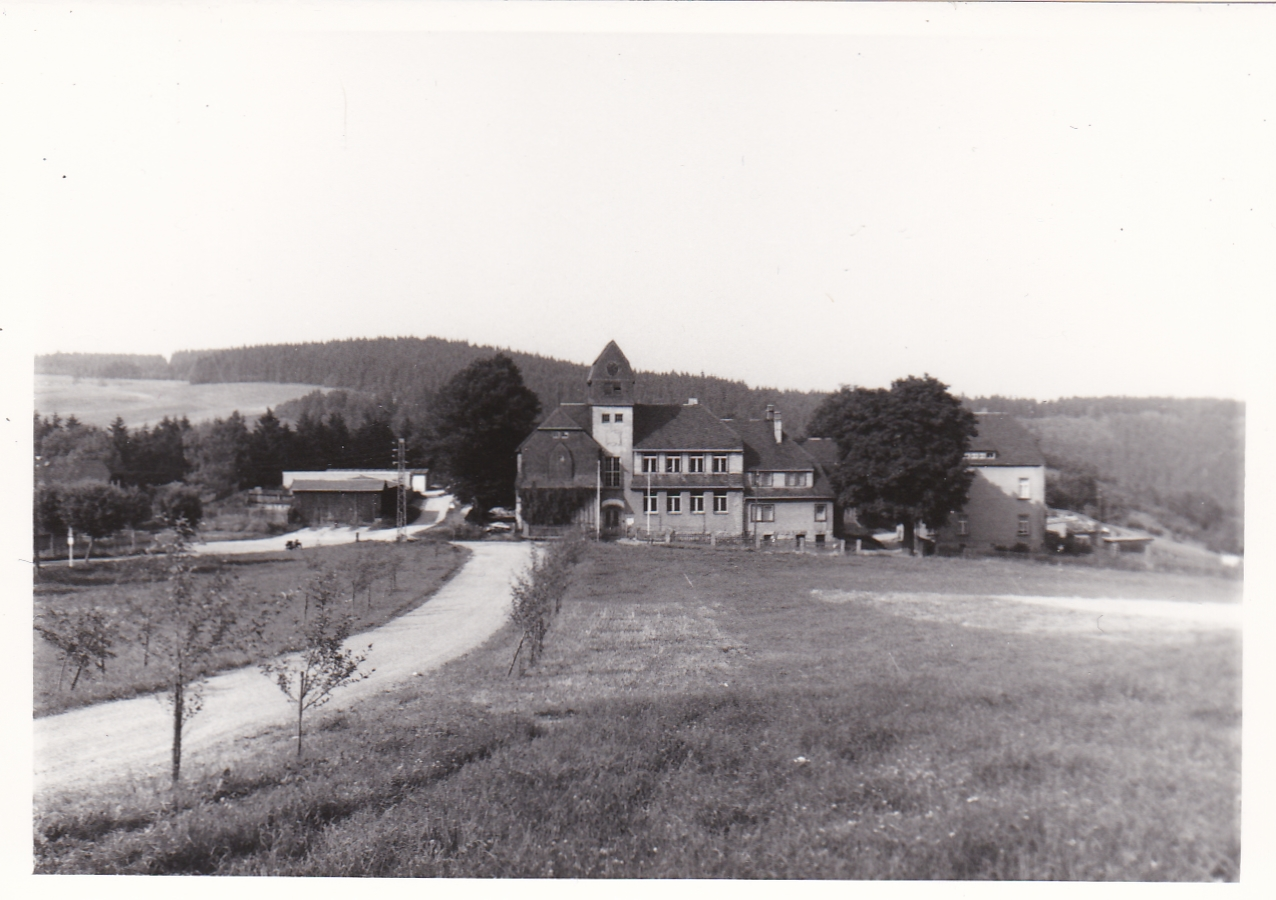
Flächen des früheren Vorwerks (um 1960). Im Hintergrund die Schule von Schönheiderhammer

Diese Meinungsverschiedenheit zwischen Vorwerksbesitzer und der Verwaltung war „bis zum Anfang des 19. Jahrhunderts nicht recht zur Ruhe“ gekommen.

### Verkaufsangebot 1862

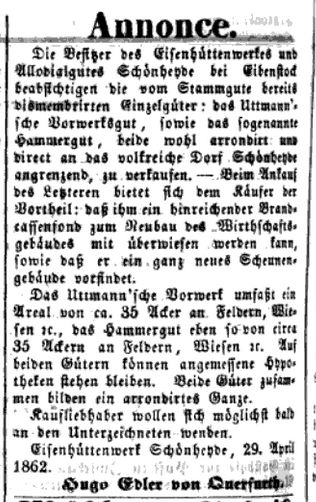
Anzeige von 1862 zum Verkauf des Uttmannschen Vorwerks

In einer Anzeige in der Leipziger Zeitung vom 6. Mai 1862 bot der Eigentümer des „Eisenhüttenwerk Schönheyde“, Hugo Edler von Querfurth, neben dem Hammergut auch das Uttmannsche Vorwerk zum Kauf an. Es habe ein Areal von circa 35 Acker an Feldern, Wiesen etc. Nach den damaligen Flächenmaßen in Sachsen entsprach ein Acker ungefähr 5534,232 m², das Vorwerk hatte also eine Fläche von gut 19 Hektar.

### Brand 1863
Weil einige Ortsteile Schönheides „von dem eigentlichen Complexe des enger zusammengebauten Dorfes in größerer Entfernung abgelegen und in sich selbst zerstreuter erbaut worden“ seien, wurden sie von dem Verbot von Schindel-, Stroh- und Rohrdächern befreit. Dieses Verbot war in Sachsen für Städte und „auf dem Land“ durch „Verordnung, baupolizeiliche Maßregeln zu Abwendung von Feuersgefahr betreffend vom 11. März 1841“ eingeführt worden. Diese Freistellung galt auch für „das in unmittelbarer Nähe von Schönheida gelegene sogenannte Uttmann'sche Vorwerk“.
Am 7. Januar 1863 brannten Gebäude des Uttmannschen Vorwerks ab, ein vierunddreißigjähriger Schönheider hatte um die Jahreswende 1862/63 fünf Mal Feuer gelegt. Die Gebäude scheinen nicht wieder aufgebaut worden zu sein. In der Äquidistantenkarte von 1876 wird zwar noch der vergleichsweise große Teich am Vorwerk dargestellt, Baulichkeiten, die eindeutig dem Vorwerk zugeordnet werden könnten, gibt es nicht, desgleichen ist kein Eintrag wie „Vwk.“ erfolgt.

### Bodenreform nach 1945
Nach dem 1912 erschienenen Jahrbuch des Vermögens und Einkommens der Millionäre im Königreich Sachsen besaßen die Brüder Horst Edler von Querfurth und Hans Hugo Edler von Querfurth das Hammerwerk Schönheiderhammer mit einer Größe von 537 Hektar. Ob darin die Flächen des Vorwerks enthalten waren und wie viel diese davon ausmachten, ist unklar. Nach dem Ende des Zweiten Weltkrieges sollen die landwirtschaftlichen Flächen der Familie von Querfurth lediglich 65 Hektar betragen haben.
Nach der Bodenreform in der Sowjetisch besetzten Zone Deutschlands, während der auch die Querfurthschen landwirtschaftlichen Flächen aufgeteilt wurden, entstanden im östlichen Teil der Flächen des früheren Vorwerks neue Gebäude für den Hof eines Neubauern. Sie stehen heute noch. Nach Gründung der Schönheider Landwirtschaftlichen Produktionsgenossenschaft (LPG) „Vorwärts“ wurden auch die Flächen dieses Neubauern einbezogen. Von den 1970er Jahren an wurden darauf nach und nach sowohl Einfamilienhäuser als auch Geschosswohnungsbauten errichtet.